# Apple III

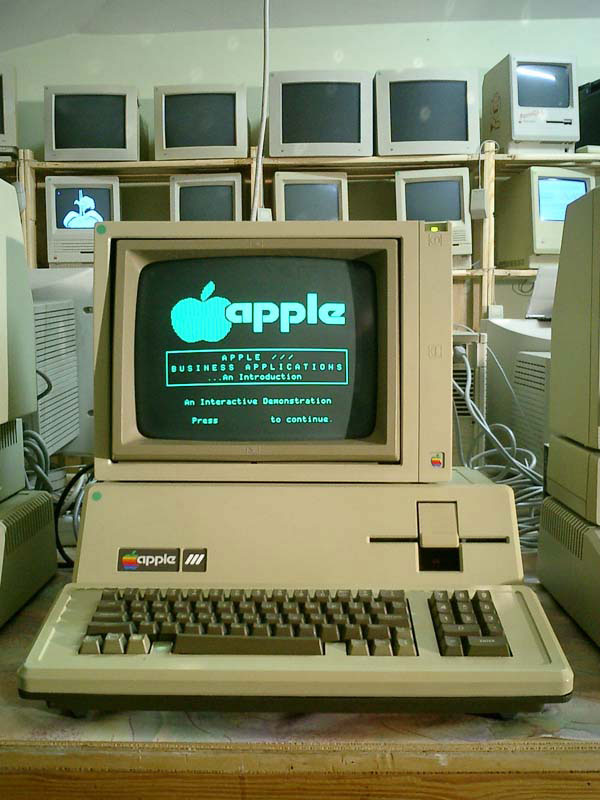
Un Apple III.

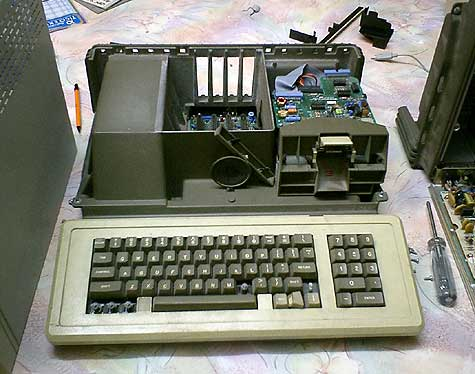
Un Apple III con il coperchio del contenitore rimosso: si noti il robusto telaio interno in alluminio.

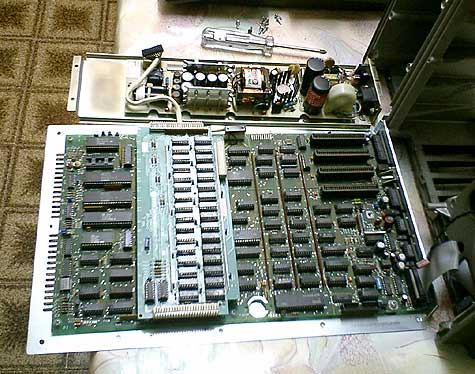
Scheda madre dell'Apple III. La scheda nella parte sinistra sopra al resto della circuiteria è la scheda di memoria.

L'Apple III, trascritto come Apple /// nel logo, è un personal computer prodotto e commercializzato da Apple Computer dal 1980 al 1984 come successore dell'Apple II. Fu il primo computer Apple pensato per le aziende e a essere progettato da un gruppo di sviluppo e non, come i precedenti modelli, dal solo Steve Wozniak, oltre ad avere di serie un'unità a dischi e un monitor proprio e a non doversi quindi più collegare a un televisore. Fu anche il primo fallimento commerciale di Apple.

## Storia
Appena introdotto sul mercato l'Apple II aveva riscosso un immediato successo commerciale, ispirando anche la creazione di importanti software da ufficio quali VisiCalc, Multiplan e Apple Writer. Ma nonostante ciò, i vertici societari pensavano che le vendite che il computer stava facendo registrare non avrebbero potuto continuare per molto tempo perché l'Apple II aveva un'architettura hardware, un sistema operativo ed un ambiente di sviluppo limitati. Il problema era maggiormente sentito per via del fatto che l'Apple II era anche la principale fonte di reddito: Apple temeva quindi che se fosse calato l'interesse per il computer gli affari si sarebbero messi male. Fu deciso quindi di iniziare lo sviluppo di un nuovo computer che colmasse queste lacune: doveva essere più performante del suo predecessore e pensato anche come macchina da ufficio.
Il progetto dell'Apple III nacque nel 1978 sotto la guida di Wendell Sander con il nome in codice di "Sara", dal nome di sua figlia. Per l'Apple III fu sviluppato anche un nuovo sistema operativo, l'Apple SOS, più evoluto rispetto all'Apple DOS dell'Apple II: il SOS era inizialmente l'acronimo di "Sara's Operating System" ma fu cambiato in "Sophisticated Operating System" prima della commercializzazione del computer.
L'Apple III fu inizialmente presentato il 19 maggio 1980 alla National Computer Conference di Anaheim (California) ma, a causa di alcuni problemi di affidabilità, Apple dovette rivedere il progetto ed il computer fu ufficialmente commercializzato a partire dall'autunno del 1980. La scelta di non dotare il sistema di una ventolina di raffreddamento causò problemi di surriscaldamento e conseguenti malfunzionamenti vari tanto da costringere Apple a richiamare i computer ed a sostituire 14.000 schede madri difettose. Il progetto fu nuovamente rivisto ed il computer fu ripresentato nell'autunno del 1981. Nel mese di dicembre del 1983 fu presentato l'Apple III+, che sistemava definitivamente i problemi hardware del computer ma era ormai troppo tardi per salvare commercialmente la macchina, che si era costruita una fama di inaffidabilità che gravava pesantemente sulle sue vendite. L'Apple III fu perciò tolto di produzione il 24 aprile 1984.

## Caratteristiche tecniche
Di seguito le caratteristiche tecniche principali dell'Apple III:
- CPU: MOS Technology MOS 6502 a 2 MHz
- Memoria RAM: 128 kB, espandibile a 256/512 kB
- Memoria ROM: 4 kB (contenente il firmware)
- Modalità video:
  - modalità testo: 40/80×24 caratteri
  - modalità grafica: 280×192 o 560×192 pixel
- Memorie di massa:
  - Unità floppy a 5"¼ da 143 kB Di capacità
- Espandibilità:
  - 4 porte interne per il montaggio di schede di espansione
  - 2 porte seriali
  - 1 porta per unità a dischi esterna
  - uscita video

Il computer fu progettato per essere compatibile con il suo predecessore perché il parco software dell'Apple II era uno dei fattori del suo successo. Per far ciò fu scelto di dotare l'Apple III della stessa CPU dell'Apple II, un 6502 prodotto da SinerTek con clock portato a 2 MHz. La RAM di serie era di 128 kB, più del doppio di quella montata sul precedente modello ed espandibile fino a 256 kB: date le limitazioni di indirizzamento del 6502 (64 kB) l'accesso a tutta la memoria avveniva tramite la tecnica del bank switching. Alcuni produttori terzi avevano realizzato anche delle schede di espansione che portavano la RAM a 512 kB. Il computer era dotato di un'unità a dischi da 5,25" Shugart con capacità di 143 kB. La ROM del computer era di 4 kB e conteneva il firmware necessario a caricare l'Apple SOS dal dischetto. Internamente erano presenti 4 porte (contro le 8 dell'Apple II) per il montaggio di schede di espansione.
L'Apple III non solo era in grado di gestire una modalità video testuale da 40/80×24 caratteri ma supportava anche una modalità grafica a 280×192 pixel con 6 colori oppure a 560×192 con 1 colore. La tastiera era dotata di 74 tasti con il tastierino numerico separato.
Per scelta di Steve Jobs, che seguì come responsabile il progetto dell'Apple III, il computer non fu dotato di un sistema interno di raffreddamento attivo perché Jobs reputava le ventoline "troppo rumorose e poco eleganti". Fu deciso quindi di realizzare il case in un unico, robusto, blocco di alluminio confidando sul fatto che il metallo avrebbe dissipato il calore prodotto.

### Software
Uno dei limiti dell'Apple DOS 3.3 dell'Apple II era il modo in cui venivano indirizzate le risorse: l'utente doveva installare le schede di espansione in determinate porte interne e poi indicare queste porte in modo esplicito. L'Apple SOS permetteva invece di indirizzare le risorse per nome piuttosto che per indirizzo fisico lasciando libertà all'utente sulla porta da scegliere dove montare le schede acquistate. L'Apple III integrava inoltre un nuovo interprete BASIC, l'Apple III Business BASIC, che supportava i numeri in virgola mobile (non gestiti dall'Integer BASIC dell'Apple II), numeri interi a 19 cifre e specifici comandi per accedere al disco e manipolare le stringhe.
Nato come sostituto dell'Apple II, l'Apple III fu progettato per essere compatibile con il software scritto per il suo predecessore così da favorire la migrazione degli utenti verso il nuovo sistema. Apple però non voleva che gli utenti continuassero ad utilizzare solo software per l'Apple II sulla nuova macchina, l'emulazione era limitata al modello base dell'Apple II+ da 48 kB, bloccando la possibilità di accedere alle funzionalità aggiuntive messe a disposizione dal nuovo hardware, come ad esempio la grafica a colori.

### Periferiche
L'Apple III era dotato di un orologio in tempo reale con funzioni di calendario che, però, non funzionò mai a dovere tanto che Apple fu costretta prima a disattivarlo nella revisione del 1981 e poi a sostituirlo con un'unità finalmente funzionante nel modello III+.
Oltre a quella integrata, il computer poteva gestire altre 3 unità a dischi esterne, connesse tramite l'apposita porta. Per questo computer fu appositamente sviluppato il lettore di dischi Disk III ma l'Apple III era comunque capace di gestire le unità Disk II dell'Apple II, anche se queste dovevano essere debitamente modificate.
Nel 1981 Apple presentò il disco rigido Apple ProFile, un'unità da 5 MB di capacità venduto a 3.499$, che si collegava al computer mediante l'uso di una porta di espansione interna.

## Versioni

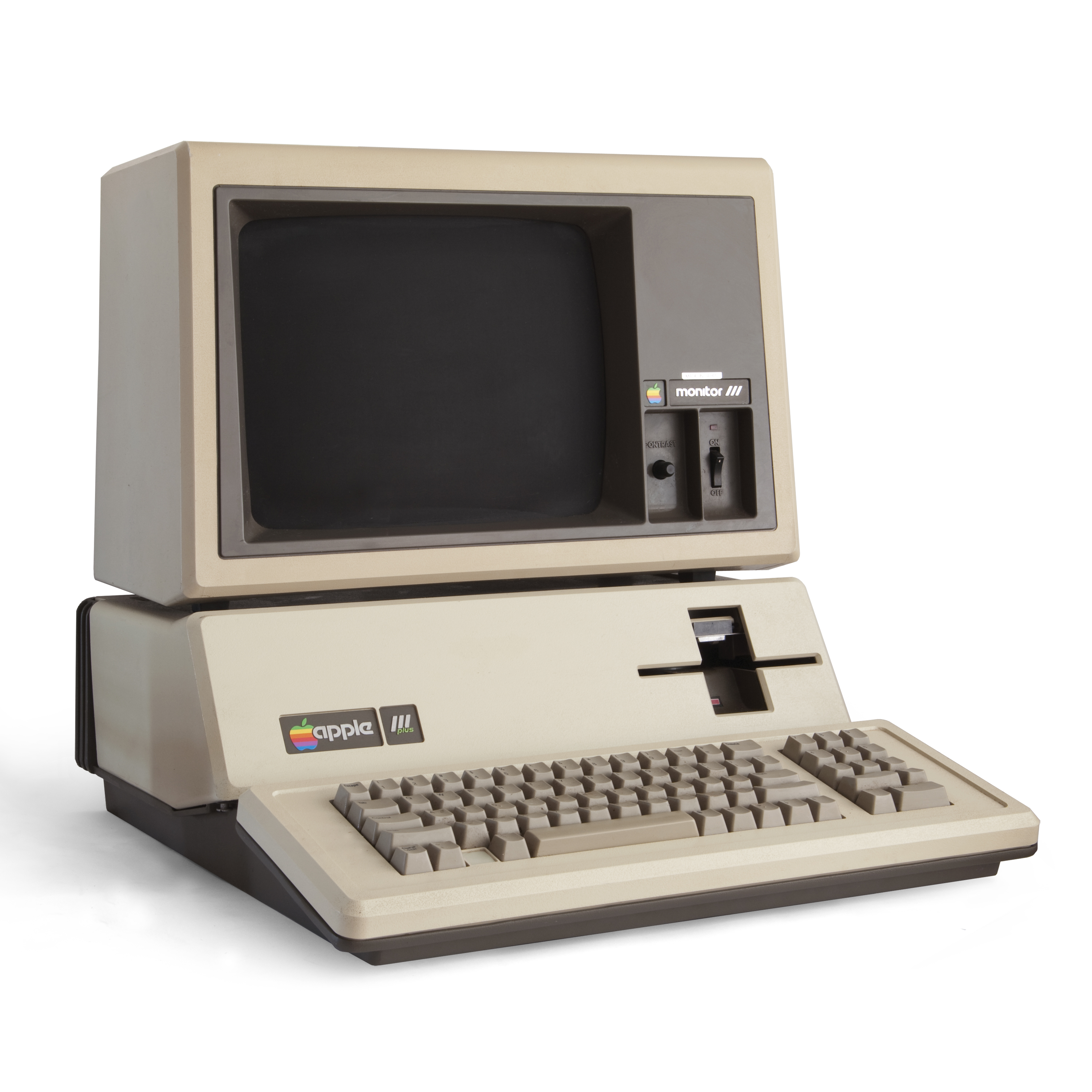
L'Apple III+. Si noti la differente tastiera rispetto all'Apple III.

### La prima revisione
I primi modelli di Apple III soffrivano di alcuni problemi di affidabilità, dovuti al progetto iniziale del computer non sufficientemente testato, perciò Apple fu costretta a rivedere il progetto ed a posticiparne la commercializzazione, che iniziò nell'autunno del 1980. La scelta di non dotare il computer di ventoline di raffreddamento si rivelò infelice: il surriscaldamento causava la deformazione della scheda madre con la conseguenza che i chip lentamente si sfilavano dai loro zoccoli ed il computer iniziava a non funzionare più. In attesa della sostituzione della scheda madre (ne furono cambiate circa 14.000) Apple suggeriva di sollevare di qualche centimetro la parte anteriore della macchina e di lasciarla poi cadere sulla scrivania: questo metodo permetteva ai piedini dei chip di tornare temporaneamente nelle loro sedi e di far ripartire il computer.
A causa di questi problemi Apple modificò il computer e lo reintrodusse nell'autunno del 1981 con una scheda madre modificata, con la RAM di serie portata a 256 kB e con l'adozione del MOS 6502B: il prezzo fu abbassato a 3.495$. Fu offerto anche il ProFile, un disco rigido esterno da 5 MB di capacità.

### L'Apple III+
Nonostante le correzioni effettuate, il computer continuava ad essere afflitto da alcuni problemi, primo fra tutti l'orologio in tempo reale che non funzionava. Anche il costo eccessivo rispetto ad altri computer era un fattore limitante delle vendite.
Per ovviare a questi difetti, Apple presentò nel dicembre del 1983 l'Apple III+, o Apple III Plus. Offerto al prezzo di circa 2.995$, l'Apple III+ aveva l'orologio interno funzionante, una nuova tastiera simile a quella dell'Apple IIc e la plastica esterna di un colore più chiaro. Il sistema operativo SOS era inoltre aggiornato alla versione 1.3.

## L'insuccesso commerciale
Il computer fu un disastro commerciale. Non ebbe successo, dato che costava molto, e non vi furono programmi che sfruttassero adeguatamente le sue potenzialità; poi, fu soggetto a molti problemi tecnici, sia software che hardware. Nonostante la presentazione del modello "Plus", l'Apple III si era costruito la fama di computer inaffidabile. A ciò va aggiunto che nel 1981 IBM presentò il suo PC a 16 bit che si affermò velocemente come standard per le macchine professionali da ufficio: l'Apple III, invece, per mantenere la compatibilità con l'Apple II, era stato dotato di una CPU ad 8 bit del 1975.
Questi fattori limitarono la diffusione della macchina: alla fine del 1983 erano stati venduti solo 75.000 esemplari di Apple III, quanto l'Apple II registrava in un solo mese. L'introduzione dell'Apple III+ non aiutò il computer a risollevarsi commercialmente ed Apple decise di cessarne la produzione il 24 aprile 1984, togliendolo definitivamente dal listino nel mese di settembre del 1985. In totale sono stati venduti circa 120.000 computer, fra Apple III e III+.